# Juqueí
Juqueí (por vezes também denominada de Juquehy, na grafia arcaizante) é uma praia localizada no município de São Sebastião, no estado brasileiro de São Paulo. A praia está situada na bioma da Mata Atlântica, entre as montanhas do Parque Estadual da Serra do Mar e o oceano Atlântico, a 35 km de Bertioga, 50 km de Santos, 47 quilômetros do centro de São Sebastião e 150 de São Paulo, entre a Barra do Una e a Praia Preta. Em 2012, foi eleita pelo The Guardian uma das praias melhores do Brasil.

## Etimologia
Supõe-se que o termo Juqueí tenha o mesmo étimo de Juqueri, este proveniente do tupi yu-ker-i-y, "o rio do espinheiro que dorme, propenso a dormir", em alusão às folhas do juqueri, que quando tocadas se deitam.

## Características
Na junção do mar com as montanhas ao redor da praia forma-se uma área de vegetação densa, onde existem várias cachoeiras e rios, muito utilizados para caminhadas e trilhas de bicicleta e jipe. A região conta com aproximadamente 5.500 habitantes, contudo é frequentada por muitos turistas e proprietários de residências no local, por ser um destino turístico popular dos paulistanos nos fins de semana, feriados e férias. Além disso, por ser distante do centro de São Sebastião, Juqueí desenvolveu uma boa infraestrutura turística de comércio e serviços. O ambiente é calmo, com inúmeras casas e condomínios de frente para a praia ou no sopé da serra adjacente. A construção de prédios é proibida por lei e as casas têm no máximo dois pavimentos. 
Nas proximidades existem várias ilhas, como Ilha Montão de Trigo, Ilha das Couves, Ilha dos Gatos e Ilha de Alcatrazes, propícias à prática de esportes náuticos, jogging, frescobol, surfe, jet ski, mergulho etc. Conta com uma marina onde é possível agendar um passeio às ilhas.